# Orlando Bloom
Orlando Jonathan Blanchard Bloom, britanski filmski igralec; * 13. januar 1977, Canterbury, Kent, Anglija, Združeno kraljestvo.
Prodor v filmski svet in veliko slavo sta mu prinesli vlogi Legolasa v trilogiji Gospodar prstanov in kovača Willa Turnerja v Piratih s Karibov. Kasneje je dobil nove vidne vloge v več holivudskih filmih, kot so Nebeško kraljestvo, Elizabethtown in Troja. Je eden od samo treh igralcev, ki so igrali v več kot enem filmu s skupnim zaslužkom več kot milijardo dolarjev: Gospodar prstanov: Kraljeva vrnitev in Pirati s Karibov.

## Zasebno življenje
Je navijač kluba Manchester United in živi v Londonu.